# Mombello Monferrato
Mombello Monferrato is een gemeente in de Italiaanse provincie Alessandria (regio Piëmont) en telt 1105 inwoners (31-12-2004). De oppervlakte bedraagt 19,9 km², de bevolkingsdichtheid is 56 inwoners per km².

## Demografie
Mombello Monferrato telt ongeveer 521 huishoudens. Het aantal inwoners daalde in de periode 1991-2001 met 4,6% volgens cijfers uit de tienjaarlijkse volkstellingen van ISTAT.
| Jaar | Inwoneraantal |
| ---- | ------------- |
| 1991 | 1148          |
| 2001 | 1095          |

## Geografie
Mombello Monferrato grenst aan de volgende gemeenten: Camino, Castelletto Merli, Cerrina Monferrato, Gabiano, Ponzano Monferrato, Serralunga di Crea, Solonghello.